# 亨利一世·德·蒙莫朗西
亨利一世，第三代蒙莫朗西公爵（Henri I de Montmorency，1534年6月15日—1614年4月2日），法国元帅和法国王室統帥，当维尔领主（Sieur de Damville），1563年－1614年任朗格多克（Languedoc）总督。法国宗教战争期间天主教政治派内温和派领袖。相传他是文盲。
他是蒙莫朗西公爵弗朗索瓦之弟，曾在各战场作战。1563年任朗格多克总督，1566年晋升法国元帅。作为天主教政治派领袖，他不服从王国政府和巴黎，自行治理朗格多克。1574年10月图卢兹最高法院以阴谋反对国王的指控将他逮捕。1579年他的兄长弗朗索瓦去世后继承蒙莫朗西公爵。
1593年承认亨利四世为法国国王，12月为了将他调离郎格多克，亨利四世任命他担任王室统帅（Constable of France）的顯赫职务，這個職位當初讓其父老蒙莫朗西扶搖直上，成為法王法蘭西斯一世與亨利二世時代的第一重臣。

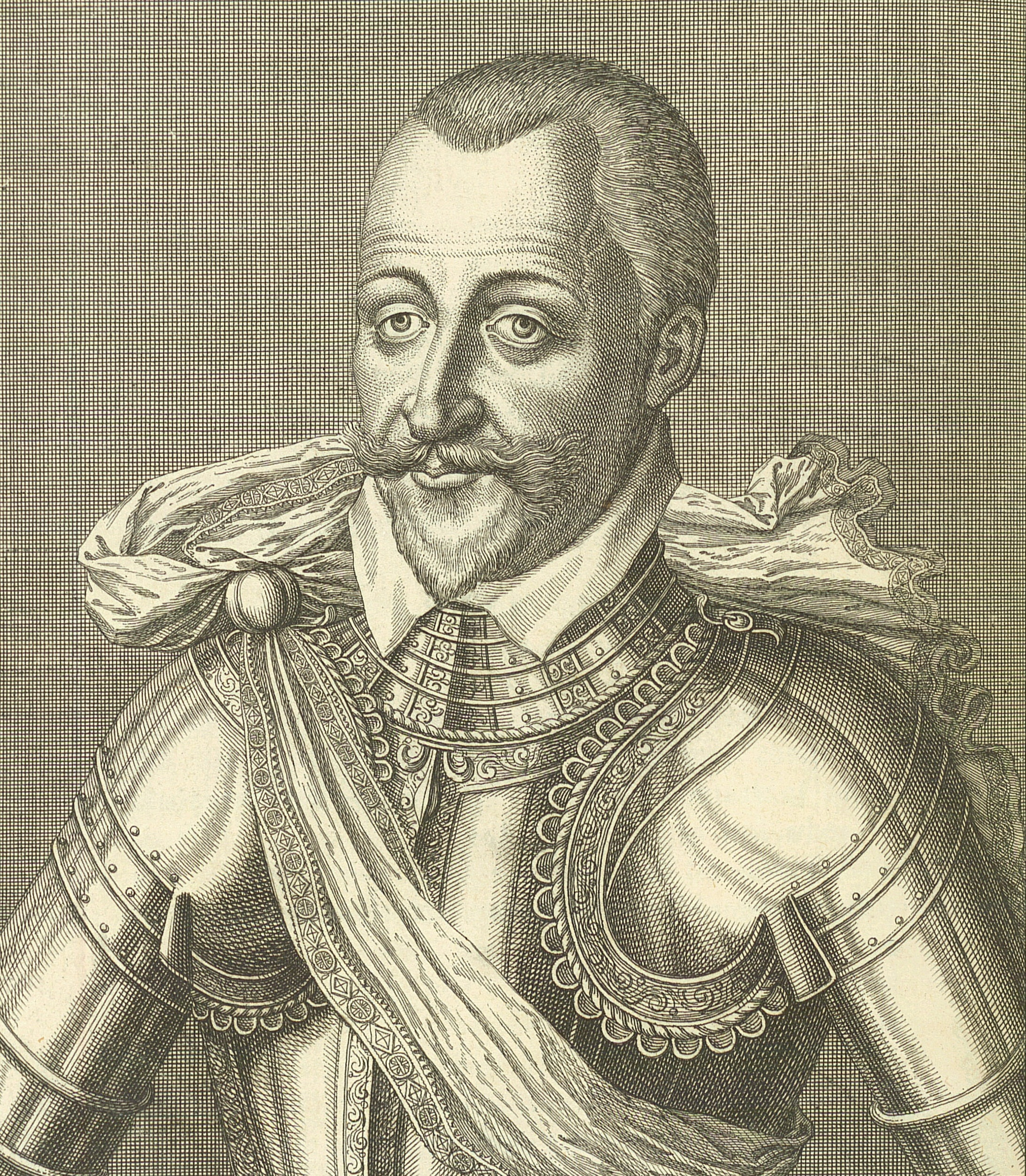
亨利一世·德·蒙莫朗西的手工雕刻头像